# Грузинов, Илья Егорович
Илья Егорович Грузинов (1781—1813) — профессор анатомии, физиологии и судебно-врачебной медицины Императорского Московского университета, открывший в 1812 году, что источником человеческого голоса могут служить мембраны трахеи.

## Биография
Родился в 1781 году в семье сельского священника. Учился в Московской духовной академии. В мае 1798 года из студентов философского класса академии был принят на медицинский факультет Московского университета, курс которого окончил в 1801 году. Продолжил обучение в Петербургской Медико-хирургической академии; в ней в 1802 году получил звание кандидата медицины, в мае 1803 года сдал докторский экзамен, в сентябре 1804 года защитил диссертацию «De galvanismo ejusque usu in praxi medica» («О гальванизме и его применении в медицинской практике»), а в апреле 1805 года был удостоен степени доктора медицины.
В Санкт-Петербурге Грузинов остро нуждался в средствах, был вынужден брать в долг и даже попал за долги в тюрьму, откуда его выручил попечитель Московского университета М. Н. Муравьёв, приложивший немалые усилия для утверждения Грузинова в Московском университете. В мае 1805 года Грузинов был принят адъюнктом в Московский университет и командирован в Западную Европу для получения дополнительного образования. До 1809 года занимался в университетах Англии, Франции и Германии, преимущественно анатомией и химией; в Англии в совершенстве изучил английский язык. В 1806 году Муравьёв ходатайствовал перед министром П. В Завадовском о переводе Грузинова на должность экстраординарного профессора
После возвращения в Москву (1809) начал читать лекции лекции по «строению человеческого тела» на медицинском факультете Московского университета. В 1811 году получил должность ординарного профессора, заведующий кафедрой физиологии, анатомии и судебной медицины, освободившуюся после смерти И. Ф. Венсовича.
Во время Отечественной войны 1812 года поступил в Московское народное ополчение в звании штаб-лекаря; участвовал в Бородинском сражении. После сражения был переведён старшим врачом в один из пехотных корпусов действующей армии
Скончался 20 января (1 февраля) 1813 года в военном госпитале от сыпного тифа (по другим данным — от нервной горячки, вызванной переутомлением) в январе 1813 года в Виленской губернии. Похоронен у стен базилианского Борунского монастыря.

## Анатомия звука человека
И. Е. Грузинов сделал главное открытие своей жизни во время анатомической работы на телах погибших солдат Бородинской битвы. Он обнаружил, что при продувании мембранных стенок трахеи возникают не зависимые от голосовых связок звуки, напоминающие голос животных; он писал: 

«Делая опыты над телами мертвых, надувая дыхательное горло через ветви оного и натягивая перепонку (мембрану) я несколько раз производил в них совершенный голос без всякого натягивания гортанных голосовых связок… Человеческий голос рождается в груди в нижнем конце дыхательного горла (трахеи), посредством задней перепонки трахеи (мембраны), соединяющей хрящевые клетки оного…»— Бучель В. Н. Азбука резонансного пения (основы звукоизвлечения). — Минск, 2005
Выводы из работы Грузинова представляют интерес для разгадки секретов мастерства великих певцов и разработки методов обучения пению.

## Другие работы
- «Описание лондонских госпиталей»
- «О воспалении мозга, вылеченном льдом»

Владея английским языком, он составил и издал английскую грамматику; работал над подготовкой английского словаря.